# Логина, Агнесе
Агнесе Логина (латыш. Agnese Logina; род. 1990) — латвийский куратор-киновед, политический и государственный деятель. Член партии «Прогрессивные». В прошлом — министр культуры Латвии (2023—2024), депутат Рижской думы (2020—2023), руководитель Рижского киномузея (2021—2023).

## Биография
В 2006 году окончила Рижскую английскую гимназию (Rīgas Angļu ģimnāzija, RAĢ). В 2009 году — Рижский французский лицей (Lycée français de Riga). В 2013 году — факультет гуманитарных наук Колледжа Амстердамского университета (Amsterdam University College), получила степень бакалавра в области теории кино и в литературоведении. В 2016 году получила степень магистра по подпрограмме «Культура и межкультурные исследования» в Латвийской академии культуры.
В 2014 году была продюсером Рижского международного фестиваля короткометражных фильмов 2ANNAS.
С 2015 года — куратор Рижского киномузея Латвийской академии культуры, куратор программы Baltic music video competition Рижского международного кинофестиваля. С 2015 года регулярно публиковалась на темы кино и культуры в различных культурных и художественных СМИ (Kino Raksti, Satori, Delfi, Latvijas Avīze, Rīgas Laiks). В 2019—2021 годах читала курс «Основы понимания культуры и искусства»  в Латвийской академии культуры. В 2021 году назначена руководителем Рижского киномузея, сменила Иеву Анджане (Ieva Andžāne).

## Политическая деятельность
По её словам решение заняться политикой она приняла после того, как министр охраны окружающей среды и регионального развития Латвии Каспар Герхардс («Национальное объединение») на личном автомобиле наехал на ногу женщине 1942 года рождения на улице Пилс в Старой Риге в воскресенье 7 июня 2015 года во время торжественной процессии после мессы в католической церкви Скорбящей Богоматери с участием кардинала Яниса Пуятса по случаю Праздника Тела и Крови Христовых.
В 2017 году вступила в партию «Прогрессивные», в 2019—2021 годах была членом правления партии.
Баллотировалась в Сейм Латвии на парламентских выборах 2018 года по списку «Прогрессивных». «Прогрессивные» не преодолели пятипроцентный барьер.
По результатам состоявшихся 5 июня 2020 года местных выборов в Латвии избрана депутатом Рижской думы по объединённому списку «Прогрессивных» и «Развитие/За!». Приступила к обязанностям 2 октября. Была заместителем председателя Комитета по делам сообщения и транспорта, членом Комитета городского развития и Комитета образования, культуры и спорта.
Баллотировалась в Сейм Латвии на парламентских выборах 2022 года по списку «Прогрессивных».
15 сентября 2023 года назначена министром культуры Латвии в коалиционном правительстве под руководством премьер-министра Эвики Силини («Новое единство»). 17 июня 2024 года ушла в отставку с поста министра культуры.
Помимо родного латышского, владеет русским, английским, французским и нидерландским языками.